# فالون بهرامي
فالون بهرامي (بالفرنسية: Valon Bahrami)‏ ولد في 19 نيسان/أبريل 1985، هو لاعب كرة قدم سويسري من أصل ألباني يلعب في مركز خط الوسط في دوري الدرجة الأولى الإيطالي رفقة نادي أودينيزي. سبق لفالون وأن لعب مع الكثير من الأندية بما في ذلك كياسو، لوغانو، جنوى، فيرونا، لاتسيو، وست هام يونايتد، فيورنتينا، نابولي ثم واتفورد.
لعب بهرامي أكثر من 70 مباراة دولية مع منتخب سويسرا وله رقم قياسي محلي في المشاركة في البطولات العالمية مع النتخب حيث شارك في يورو 2008 ويورو 2016 وكأس العالم 2018 منذ بدايته الأولى في عام 2005.

## النشأة
ولد بهرامي في كوسوفو لأبوين من ميتروفيتسا في جمهورية يوغوسلافيا الاشتراكية الاتحادية. عندما كان في الخامسة؛ فقد والداه وظيفتيهما حيث كانت تعمل والدته كسكرتيرة بينما كان والده مديرا بشركة لدائن. نتيجة لذلك انتقل فالون جنبا إلى جنب مع والديه وشقيقته الكبرى فالنتينا انتقلت إلى قرية ستابيو في كانتون تيسينو بسويسرا. وصفت والدة بهرامي ابنها بالحيوية قائلة: «كطفل؛ كانت الهواية المُفضلة لفالون هي الركض. هو لا يتعب ويحتاج دائما لوجود كرة عند قدميه.»

## المسيرة مع الأندية

### البداية المبكرة
بدأ بهرامي لعب كرة القدم مع النادي السويسري الرديف إف سي ستابيو، ثم انتقل إلى نادي كياسو قبل أن يحط الرحال في لوغانو. قدم مستوى جميلا مع لوغانو وبرز أدائه بشكل كبير فتم التوقيع معه من قبل الفريق الإيطالي جنوى في موسم 2003-04، لعب مع فريقه الجديد في دوري الدرجة الثانية. في كانون الثاني/يناير 2004 انضم إلى أودينيزي في صفقة تبادل جنبا إلى جنب مع رودريغو بواسفير مقابل محمد غارغو وفيتوريو ميكولوتشي.
في موسم 2004-05، اشترى جنوى حقوق اللاعب من أودينزي ومن ثم تم إعارته إلى فيرونا في دوري الدرجة الثانية.

### لاتسيو
بعدما قدم موسما طيبا مع فيرونا؛ قرر لاتسيو الحصول على خدماته فوقع معه في 25 تموز/يوليو 2005 في صفقة انتقال تبادلية مع زيادة مبلغ 2.7 مليون دولار. اشترى لاتسيو حقوق اللاعب بشكل نهائي بحلول كانون الثاني/يناير 2006 حيث دفع فيه نفس السعر.
سجل أول هدف له مع لاتسيو لكن ذلك الهدف لم يُحتسب بسبب ضرب فالون للبرازيلي رودريغو تادي. زادت شهرة فالون مع لاتسيو عقب تسجيله لهدف قاتل في الدقيقة 92 كما كتب التاريخ حينما ساعد فريقه على الفوز في ديربي روما يوم 19 آذار/مارس 2008؛ حينها حطَّم آمال منافسه روما في التتويج بلقب الدوري الايطالي.

### وست هام يونايتد

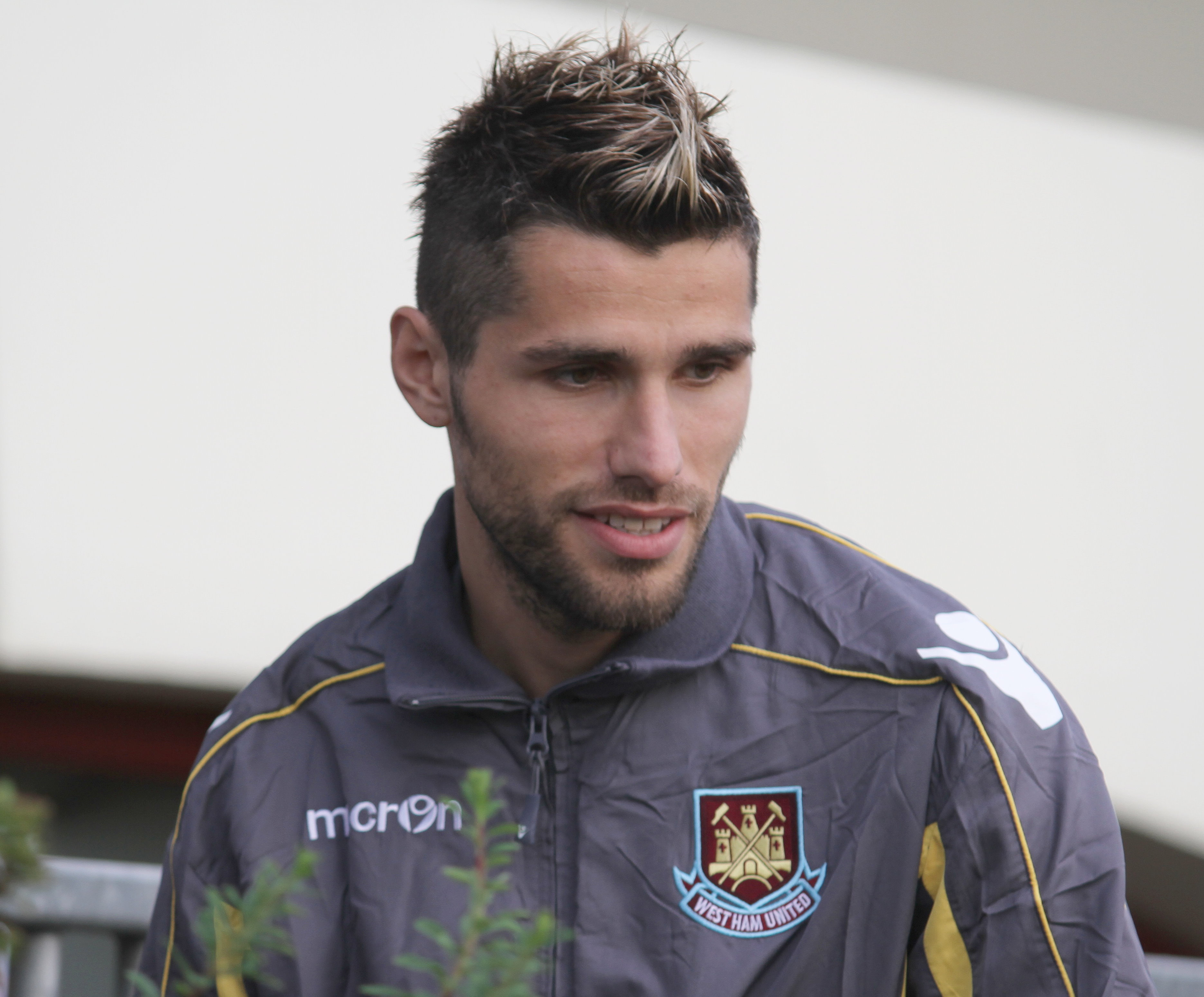
بهرامي في ملعب بولين غراوند بوست هام يونايتد في 11 أيلول/سبتمبر 2010

في 23 تموز/يوليو 2008 وقع بهرامي على عقد مع نادي وست هام يونايتد يقضي بالانتقال له قادما من ناديه السابق لاتسيو. ضمَّ العقد مجموعة من الشروط من بينها اللعب في صفوف الفريق الإنجليزي لخمس سنوات على التوالي مقابل 5 ملايين دولار. ظهر فالون لأول مرة في مباراة الفوز على ويغان أتلتيك بـ 2-1 في
16 آب/أغسطس 2008. براعته وحيويته في خط الوسط جعلته لاعبا محوريا في نادي وست هام. سجَّل أول هدف له مع وست هام في مباراة الفوز بهدق نظيف خارج أرضه ضد سندرلاند في 23 تشرين الثاني/نوفمبر 2008.
خلال الفوز على ضيفه مانشستر سيتي في 1 آذار/مارس 2009،  عانى بهرامي من إصابة في الرباط الصليبي الأمامي في ركبته اليسرى تطلبت تدخل الأطباء وإجراء الفحوصات اللازمة لأكثر من ست دقائق داخل الملعب. بعد نهاية المباراة تبين أن إصابة فالون خطيرة وتستدعي الراحة وبهذا انتهى موسمه بشكل مبكر وغير متوقع.
عاد بهرامي بعد التعافي من الإصابة حيث دخل كبديل في 12 أيلول/سبتمبر 2009 ضد ويغان أتلتيك مجددا. عودته لم تكن ميمونة حيث تعرض لإصابة مرة أخرى أبعدته عن الملاعب لمدة شهر ابتداء من تشرين الثاني/نوفمبر.
سجل أول هدف له في موسم 2009-10 خلال مباراة الفوز بثلاثية النظيفة على نظيره هال سيتي في 20 شباط/فبراير 2010.

### فيورنتينا

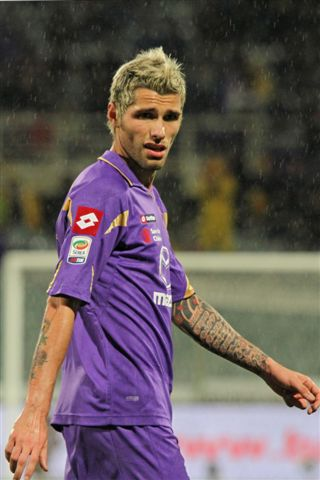
بهرامي رفقة فيورنتينا

في 26 كانون الثاني/يناير 2011 انتقل فالون بهرامي إلى فيورنتينا ووقع على عقد لم يُكشف عن بنوده باستثناء إلزامية اللعب لثلاث سنوات ونص. أول ظهور له مع فيورنتينا في 29 كانون الثاني/يناير 2011 في دوري الدرجة الأولى الإيطالي ضد فريقه السابق لاتسيو.

### نابولي
في 17 تموز/يوليو 2012، وقع بهرامي وزميله ألساندرو غامبيريني لنادي نابولي ولم يُعلن عن بنود العقد مجددا.

### هامبورغ
في 31 تموز/يوليو 2014 انتقل بهرامي إلى ألمانيا من أجل إكمال الفحوص الطبية اللازمة للانضمام رسميا لهامبورغ مُقابل 4.5 مليون دولار. ارتفعت القيمة السوقية للاعب بعد 20 مباراة له مع فريقه الألماني الجديد فبلغت 6.5 مليون يورو. في تصريح له أكد بهرامي أنه ملتزم عقد لمدة ثلاث سنوات مع خيار رابع ولم يُوضحه.
في 2 آب/أغسطس 2014 توجه نحو إلغاء عقده مع الفريق والبحث عن تجربة جديدة مع فريق جديد.

### واتفورد
في 11 تموز/يوليو 2015 شوهد بهرامي في مدينة واتفورد رفقة يتدرب رفقة بعض لاعبي النادي. في وقت لاحق بعد ظهر ذلك اليوم أعلن النادي عن توقيعه لعقد لمدة ثلاث سنوات مع نادي واتفورد.

### أودينيزي
في 16 آب/أغسطس عام 2017 وقع بهرامي على عقد جديد لمدة سنتين مع النادي الإيطالي أودينيزي الذي تملكه عائلة بوزو كما هو الحال بالنسبة لنادي واتفورد.

## المسيرة الدولية
بدأ بهرامي اللعب في صفوف منتخب سويسرا وهو في سن الثامنة عشر وهو يحمل رقما قياسيا محليا في المشاركة في بطولات كأس العالم حيث خاض نسخ 2006، 2010، 2014 و2018.
سجل بهرامي هدفا حاسماً ضد تركيا في ستاد دي سويس في مباراة الذهاب من تصفيات كأس العالم 2006 - الملحق الأوروبي. خلال كأس العالم 2006 عانى فالون من إصابة في الفخذ أبعدته عن المشاركة في أول مبارتين في دور المجموعات. شارك في المباراة الثالثة ضد كوريا الجنوبية وتم استبداله في وقت متأخر من المباراة وتحديدا في الدقيقة 88. كان بهرامي ضمن التشكيلة الرسمية التي خاضت المباريات الثلاث خلال بطولة أمم أوروبا 2008 حيث لعب ما مجموعه 272 دقيقة.
في 21 حزيران/يونيو وخلال مباراة منتخب بلاده في كأس العالم 2010 ضد تشيلي؛ طُرد بعد مشاكسة مع اللاعب أرتورو فيدال ليكون بذلك أول لاعب سويسري يتم طرده في مباراة في كأس العالم.
تم استدعائه لتمثيل منتخب سويسرا في كأس العالم 2018. لعب في المباراة الافتتاحية التي جرت في 17 حزيران/يونيو والتي انتهت بالتعادل الإيجابي 1-1 ضد البرازيل. وُصف أدائه بالممتاز خاصة أنه فرض رقابة لصيقة على النجم نيمار ومنعه من القيام بمناوراته.

## الإحصاءات

### مع الأندية
| النادي        | الموسم        | الدوري         | الدوري        | الدوري      | كأس الاتحاد الإنجليزي | كأس الاتحاد الإنجليزي | كأس رابطة الأندية الإنجليزية المحترفة | كأس رابطة الأندية الإنجليزية المحترفة | الاتحاد الأوروبي لكرة القدم | الاتحاد الأوروبي لكرة القدم | أخرى          | أخرى        | المجموع       | المجموع     |
| النادي        | الموسم        | القِسم          | عدد المباريات | عدد الأهداف | عدد المباريات         | عدد الأهداف           | عدد المباريات                         | عدد الأهداف                           | عدد المباريات               | عدد الأهداف                 | عدد المباريات | عدد الأهداف | عدد المباريات | عدد الأهداف |
| ------------- | ------------- | -------------- | ------------- | ----------- | --------------------- | --------------------- | ------------------------------------- | ------------------------------------- | --------------------------- | --------------------------- | ------------- | ----------- | ------------- | ----------- |
| جنوى          | 2003–04       | الدرجة الثانية | 24            | 0           | ?                     | ?                     | —                                     | —                                     | —                           | —                           | ?             | ?           | 24            | 0           |
| هيلاس فيرونا  | 2004–05       | الدرجة الثانية | 33            | 3           | ?                     | ?                     | —                                     | —                                     | —                           | —                           | ?             | ?           | 33            | 3           |
| لاتسيو        | 2005–06       | الدرجة الأولى  | 26            | 2           | 0                     | 0                     | —                                     | —                                     | 0                           | 0                           | 0             | 0           | 26            | 2           |
| لاتسيو        | 2006–07       | الدرجة الأولى  | 17            | 1           | 0                     | 0                     | —                                     | —                                     | 0                           | 0                           | 0             | 0           | 17            | 1           |
| لاتسيو        | 2007–08       | الدرجة الأولى  | 22            | 1           | 0                     | 0                     | —                                     | —                                     | 5                           | 0                           | 0             | 0           | 27            | 1           |
| المجموع       | المجموع       | المجموع        | 65            | 4           | 0                     | 0                     | —                                     | —                                     | 5                           | 0                           | 0             | 0           | 70            | 4           |
| وست هام       | 2008–09       | الدوري الممتاز | 24            | 1           | 2                     | 1                     | 1                                     | 0                                     | —                           | —                           | —             | —           | 27            | 2           |
| وست هام       | 2009–10       | الدوري الممتاز | 27            | 1           | 1                     | 0                     | 0                                     | 0                                     | —                           | —                           | —             | —           | 28            | 1           |
| وست هام       | 2010–11       | الدوري الممتاز | 7             | 2           | 0                     | 0                     | 1                                     | 0                                     | —                           | —                           | —             | —           | 8             | 2           |
| المجموع       | المجموع       | المجموع        | 58            | 4           | 3                     | 1                     | 2                                     | 0                                     | —                           | —                           | —             | —           | 63            | 5           |
| فيورنتينا     | 2010–11       | الدرجة الأولى  | 13            | 0           | 0                     | 0                     | —                                     | —                                     | —                           | —                           | —             | —           | 13            | 0           |
| فيورنتينا     | 2011–12       | الدرجة الأولى  | 6             | 0           | 1                     | 0                     | —                                     | —                                     | —                           | —                           | —             | —           | 7             | 0           |
| المجموع       | المجموع       | المجموع        | 19            | 0           | 1                     | 0                     | —                                     | —                                     | —                           | —                           | —             | —           | 20            | 0           |
| نابولي        | 2012–13       | الدرجة الأولى  | 33            | 0           | 0                     | 0                     | —                                     | —                                     | 3                           | 0                           | 1             | 0           | 37            | 0           |
| نابولي        | 2013–14       | الدرجة الأولى  | 21            | 0           | 3                     | 0                     | —                                     | —                                     | 9                           | 0                           | —             | —           | 33            | 0           |
| المجموع       | المجموع       | المجموع        | 54            | 0           | 3                     | 0                     | —                                     | —                                     | 12                          | 0                           | 1             | 0           | 70            | 0           |
| هامبورغ       | 2014–15       | الدرجة الأولى  | 22            | 0           | 0                     | 0                     | —                                     | —                                     | —                           | —                           | —             | —           | 22            | 0           |
| واتفورد       | 2015–16       | الدوري الممتاز | 21            | 0           | 1                     | 0                     | 0                                     | 0                                     | —                           | —                           | —             | —           | 22            | 0           |
| واتفورد       | 2016–17       | الدوري الممتاز | 27            | 0           | 0                     | 0                     | 0                                     | 0                                     | —                           | —                           | —             | —           | 27            | 0           |
| المجموع       | المجموع       | المجموع        | 48            | 0           | 1                     | 0                     | 0                                     | 0                                     | —                           | —                           | —             | —           | 49            | 0           |
| أودينيزي      | 2017–18       | الدرجة الأولى  | 20            | 1           | 0                     | 0                     | —                                     | —                                     | —                           | —                           | —             | —           | 20            | 1           |
| المجموع الكلي | المجموع الكلي | المجموع الكلي  | 343           | 12          | 8                     | 1                     | 2                                     | 0                                     | 17                          | 0                           | 1             | 0           | 371           | 13          |

### الأهداف الدولية
| # | التاريخ                     | المكان                         | الخصم    | النتيجة | النتيجة النهائية | المنافسة               |
| - | --------------------------- | ------------------------------ | -------- | ------- | ---------------- | ---------------------- |
| 1 | 12 تشرين الثاني/نوفمبر 2005 | ملعب دي سويس، برن، سويسرا      | تركيا    | 2-0     | 2-0              | تصفيات كأس العالم 2006 |
| 2 | 24 أيار/مايو 2008           | ملعب كورناريدو، لوغانو، سويسرا | سلوفاكيا | 2-0     | 2-0              | مباراة ودية            |

## الإلقاب والإنجازات
- كأس إيطاليا مع نادي نابولي موسم 2013-14.

## روابط خارجية
- فالون بهرامي على موقع الاتحاد الدولي (مؤرشف)  (الإنجليزية)
- فالون بهرامي على موقع الاتحاد الأوربي (الإنجليزية)
- فالون بهرامي على موقع قاعدة بيانات كرة القدم.إي يو (الإنجليزية)
- فالون بهرامي على موقع ناشيونال فوتبول تيمز (الإنجليزية)
- فالون بهرامي على موقع Soccerbase.com (لاعب) (الإنجليزية)
- فالون بهرامي على موقع Soccerway.com (الإنجليزية)
- فالون بهرامي على موقع عالم كرة القدم.نت (الإنجليزية)